# Тубетејка
Тубетејка (тат. түбәтәй, туркм. tahýa) је традиционална капа - део народне ношње турских народа из централне Азије (Узбека, Казака, Таџика, Киргиза и кримских Татара). Капа је често лепо украшена са бисерима и лепим шиваним линијама.
- поштанска марка Русије
- Тубетејка кримских Татара
- Тубетејка из Казахстана